# Samuel Aranda
Samuel Aranda (* 1979 in Santa Coloma de Gramenet, Spanien) ist ein spanischer Fotojournalist. 

## Leben und Karriere
Aranda begann im Alter von 19 Jahren als Fotograf für die spanischen Zeitungen El País und El Periódico de Catalunya zu arbeiten. Zwei Jahre darauf reiste er in den Nahen Osten, um für die spanische Nachrichtenagentur EFE über den israelisch-palästinensischen Konflikt zu berichten. Seit dem Jahr 2004 war er für die Nachrichtenagentur AFP tätig, für die er aus Spanien, Pakistan, dem Gazastreifen, dem Libanon, dem Irak, den Palästinensischen Autonomiegebieten, Marokko, der Westsahara und China berichtete.
Sein 2006 veröffentlichter Bericht über nach Europa reisende afrikanische Flüchtlinge erhielt den Spanischen Nationalpreis für Fotografie des Fotojournalisten-Verbandes ANIGP-TV. Seither war Aranda wieder als freischaffender Fotograf tätig. Unter anderem berichtete er über den austrocknenden Aralsee in Usbekistan, soziale Konflikte in Indien, aus dem Kosovo, über die Fußball-Weltmeisterschaft 2010 in Südafrika, aus Kolumbien, vom Transnistrien-Konflikt, über Straßenkinder in Bukarest und die italienische Camorra.
Ab dem Jahr 2011 dokumentierte er den Arabischen Frühling in Tunesien, Ägypten, Libyen und dem Jemen. Sein Bild A woman protects her son aus der Berichterstattung über eine Demonstration während der Proteste im Jemen gewann die Auszeichnung als Pressefoto des Jahres 2011, der begehrtesten Auszeichnung im Bildjournalismus. Es zeigt eine verschleierte Muslimin, die einen verletzten Sohn im Arm hält. Die Jury begründete die Entscheidung damit, dass das Foto exemplarisch „für die gesamte Region“ stehe, die Proteste in Jemen, Ägypten, Tunesien, Libyen, Syrien symbolisiere und damit auch den gesamten arabischen Frühling.